# Lee Shau Kee

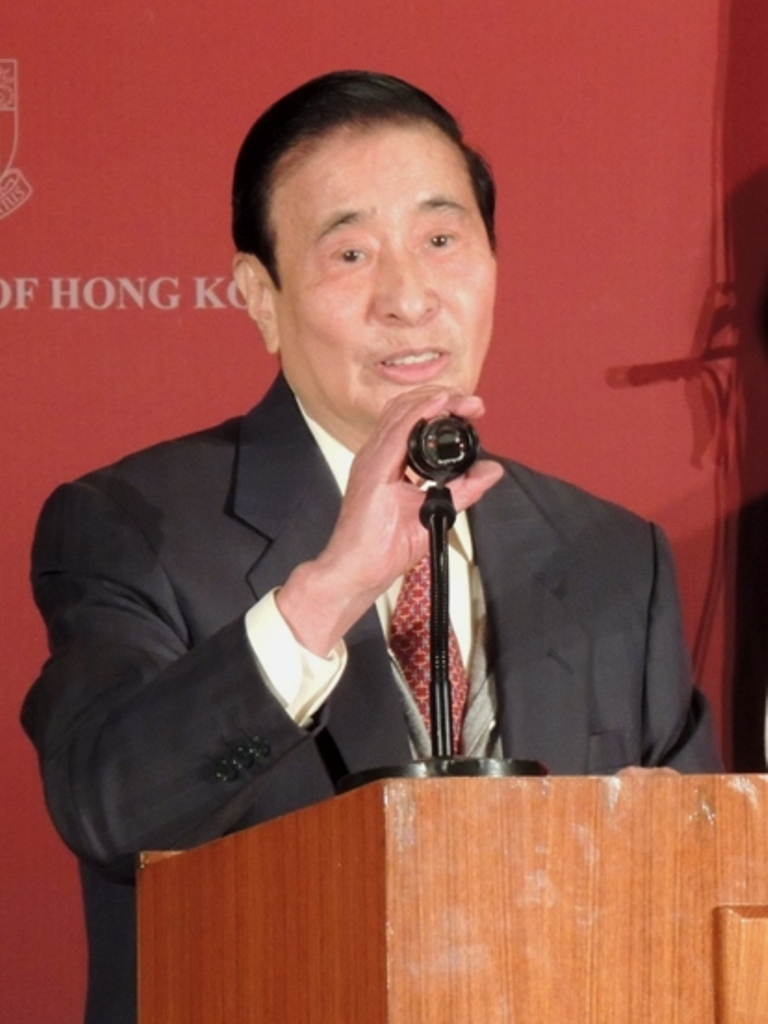
Lee Shau Kee

Lee Shau Kee (Shunde, 29 januari 1928 – Central and Western District, 17 maart 2025) was een Chinese zakenman uit Hongkong.
Lee werd rijk met vastgoed, hotels, gas en internetservice. Hij was anno 2008 de op een na rijkste man van Hongkong na Li Ka-Shing (die onder meer eigenaar is van de Kruidvat winkels).
Volgens het blad Forbes was hij goed voor een vermogen van zo'n 23 miljard dollar. Daarmee behoorde hij tot de 30 rijkste mensen op aarde. Lee kreeg door zijn grote vermogen onder andere de bijnamen "de Warren Buffett van Hongkong" en "de Aziatische koning van de beurs".
Lee overleed op 17 maart 2025 op 97-jarige leeftijd.